# 足立直樹
足立 直樹（あだち なおき、1939年2月3日 - ）は、日本の実業家。凸版印刷代表取締役社長を経て、同社代表取締役会長。

## 人物
1939年2月23日生まれ、静岡県袋井市出身。

1958年3月、静岡県立磐田南高等学校卒業。

1962年3月、中央大学法学部法律学科卒業。

1962年4月、凸版印刷株式会社入社。

2000年6月、常務取締役、専務取締役、代表副社長などを歴任した後、凸版印刷株式会社代表取締役社長に就任。

2010年6月、社長を金子眞吾に譲り、凸版印刷株式会社代表取締役会長に就任。

2012年5月、印刷工業会会長に就任。

2012年6月、日本印刷産業連合会会長に就任。

2019年6月、凸版印刷特別相談役に就任。

## 中央大学
2005年11月、学校法人中央大学理事

2012年10月29日、この日開催された理事会で中央大学理事長に選出された。

## 南甲倶楽部
2006年5月、第8代会長に就任した。
- 「南甲」とは、「駿河台校舎」を建設されたときの所有地の町名が駿河台南甲賀町であったことによるものである。
- 1952年初代会長俣野健輔(当時・飯野海運社長)が命名した。

## 対外活動
- 2000年トッパン・フォームズ取締役[9]
- 2004年お茶の水女子大学経営協議会委員[10]
- 2005年図書印刷取締役[11]
- 2007年図書印刷取締役相談役[11]
- 2008年日本経済団体連合会常任幹事[12]、東洋インキSCホールディングス取締役[13]
- 2009年文部科学省日本ユネスコ国内委員会委員、文化庁文化審議会委員[12]
- 2012年デジタルコンテンツ協会会長[10]、東京メトロポリタンテレビジョン取締役[14]
- 2015年第一三共取締役[15]
- 2020年東洋インキSCホールディングス顧問[16]
- 経済同友会幹事。[2]

## 受賞歴
- 2015年11月3日、旭日重光章を受章した。[17][18]